# Dicranophragma transitorium
Dicranophragma transitorium là một loài ruồi trong họ Limoniidae. Chúng phân bố ở miền Cổ bắc.